# Плец
Плец (њем. Plötz) општина је у њемачкој савезној држави Саксонија-Анхалт. Једно је од 29 општинских средишта округа Зале. Према процјени из 2010. у општини је живјело 677 становника. Посједује регионалну шифру (AGS) 15088300.

## Географски и демографски подаци
Плец се налази у савезној држави Саксонија-Анхалт у округу Зале. Општина се налази на надморској висини од 87 метара. Површина општине износи 7,7 km². У самом мјесту је, према процјени из 2010. године, живјело 677 становника. Просјечна густина становништва износи 87 становника/km².